# Leptothorax melas
Leptothorax melas är en myrart som beskrevs av Espadaler, Plateaux och Casevitz-weulersse 1984. Leptothorax melas ingår i släktet smalmyror, och familjen myror. Inga underarter finns listade i Catalogue of Life.